# Wojewódzki Sztab Wojskowy w Zielonej Górze

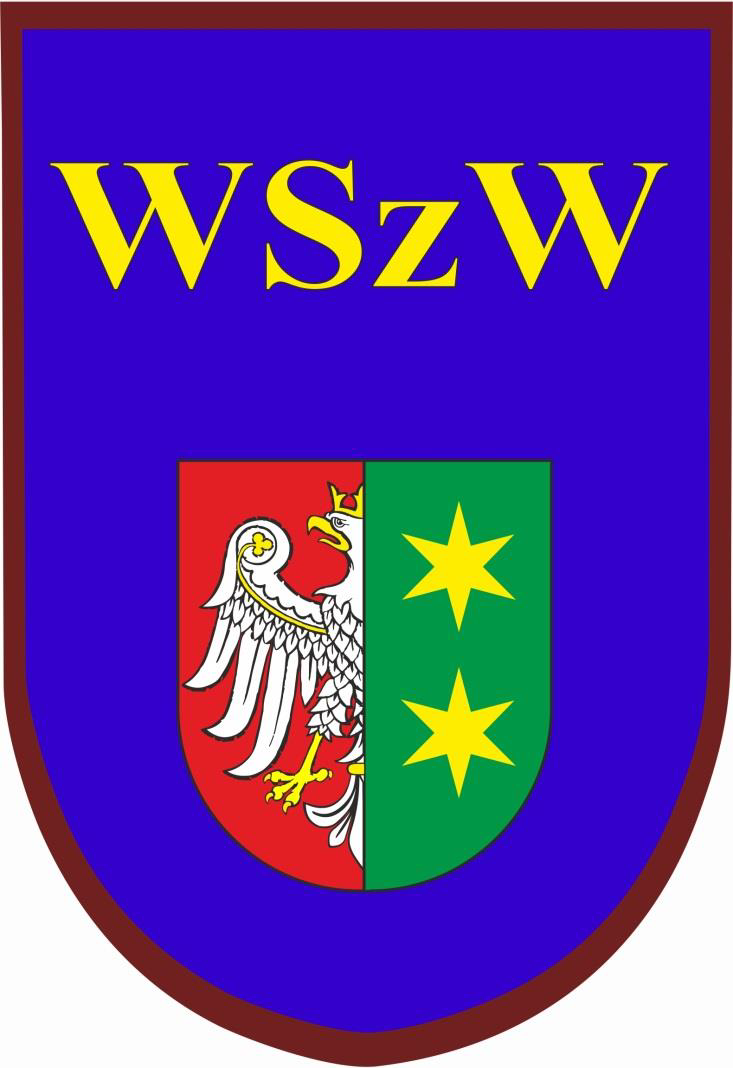
Oznaka rozpoznawcza WSzW Zielona Góra na mundur wyjściowy.

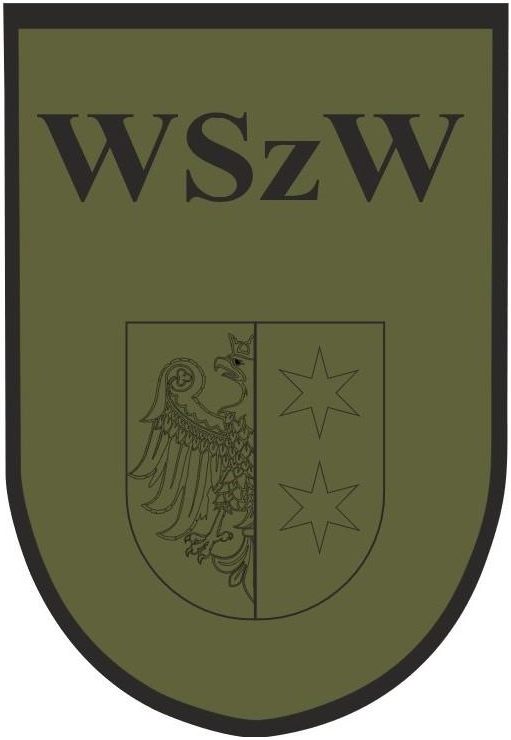
Oznaka rozpoznawcza WSzW Zielona Góra na mundur polowy.

Wojewódzki Sztab Wojskowy w Zielonej Górze (WSzW Zielona Góra) – terenowy organ wykonawczy Ministra Obrony Narodowej w sprawach operacyjno-obronnych i rządowej administracji niezespolonej, z siedzibą w Zielonej Górze przy ul. Batorego 56, podporządkowany Szefowi Sztabu Generalnego Wojska Polskiego.
Szczegółowe zadania szefów wojewódzkich sztabów wojskowych i wojskowych komendantów uzupełnień, jako organów rządowej administracji niezespolonej oraz siedziby i terytorialny zasięg działania wojewódzkich sztabów wojskowych i wojskowych komend uzupełnień określone zostały w rozporządzeniu Ministra Obrony Narodowej z dnia 31 marca 2004 r. w sprawie wojewódzkich sztabów wojskowych i wojskowych komend uzupełnień.
Zadania zmienione zostały w rozporządzeniu Ministra Obrony Narodowej z dnia 4 marca 2010 r. w sprawie wojewódzkich sztabów wojskowych i wojskowych komend uzupełnień.
Terytorialny zasięg działania WSzW w Zielonej Górze i podporządkowanych mu wojskowych komend uzupełnień obejmuje województwo lubuskie.
WSzW w Zielonej Górze utrzymuje kontakty partnerskie z Krajowym Dowództwem Brandenburgii w Poczdamie, z którym między innymi współorganizuje coroczne wojskowe zawody sportowo-obronne „Marsz Nadodrzański”. Współpracuje również z Regionalnym Dowództwem Wojskowym w Libercu.
Z dniem 31 grudnia 2010 zniesiona została Wojskowa Komenda Uzupełnień w Sulęcinie.
24 października 2013 roku Minister Obrony Narodowej Tomasz Siemoniak wprowadził odznakę pamiątkową Wojewódzkiego Sztabu Wojskowego w Zielonej Górze, zatwierdził wzór odznaki i jej legitymacji oraz nadał regulamin odznaki.

## Szefowie WSzW Zielona Góra
- płk dypl. Mateusz Lach (02.01.1963 – 26.09.1969)
- płk dypl. Kazimierz Krupa (27.09.1969 – 04.11.1971)
- gen. bryg. Józef Jaworski (05.11.1971 – 06.09.1981)
- płk dypl. Wiesław Sołtyszewski (07.09.1981 – 13.08.1990)
- płk dypl. Zenon Sobecki (14.08.1990 – 26.11.1998)
- cz.p.o. płk dypl. Witold Kaczanowski (27.11.1998 – 14.12.1999)
- płk dypl. Ryszard Buchta (15.12.1999 – 18.04.2002)
- płk dypl. Stanisław Jodłowski (19.04.2002 – 03.07.2006)
- płk dypl. Zbigniew Domański (04.07.2006 – 24.07.2009)
- płk dypl. Jerzy Różak (25.07.2009 – 31.01.2011)
- płk dr inż. Jarosław Siuda (01.02.2011 – 16.12.2013)
- cz.p.o. ppłk Waldemar Krupiński (17.12.2013 – 31.08.2014)
- płk Roman Siciński (01.09.2014- 31.01.2016)
- cz.p.o. ppłk Waldemar Krupiński (01.02.2016 – 27.08.2017)
- płk mgr inż. Grzegorz Dyrka (28.08.2017 – nadal)

## Podległe WKU
- Wojskowa Komenda Uzupełnień w Gorzowie Wielkopolskim
- Wojskowa Komenda Uzupełnień w Zielonej Górze
- Wojskowa Komenda Uzupełnień w Żaganiu

W ramach reorganizacji administracji wojskowej rozformowane zostały:
- Wojskowa Komenda Uzupełnień w Krośnie Odrzańskim
- Wojskowa Komenda Uzupełnień w Międzyrzeczu
- Wojskowa Komenda Uzupełnień w Sulęcinie